# Vigna San Martino
La Vigna San Martino è un'area monumentale sulla collina del Vomero a Napoli, adibita ad agriturismo.
Presente da circa sei secoli, la vigna è situata a ridosso della “Passeggiata dei monaci” e si estende per sette ettari e mezzo tra il corso Vittorio Emanuele e i giardini della Certosa di San Martino. Vincolata come “Bene di interesse paesaggistico” nel 1967, fu acquistata venti anni dopo da Giuseppe Morra ed è gestita dall'associazione “Piedi per la Terra”, impegnata nella diffusione dell'educazione ecologica. Vi si coltiva la vite per la produzione di vino Aglianico e Falanghina per un totale di circa 4.000 litri annui.